# Rastel d'Agay
Pour les articles homonymes, voir Agay (homonymie).
Le Rastel d'Agay est un des sommets du massif de l'Esterel. Il domine Agay et plonge dans sa rade. Le Rastel est reconnaissable grâce à ses stries obliques rouges qui tranchent avec la végétation. À son sommet, à 287 m, une table d’orientation permet de contempler la côte de Cannes jusqu'à Saint-Tropez.

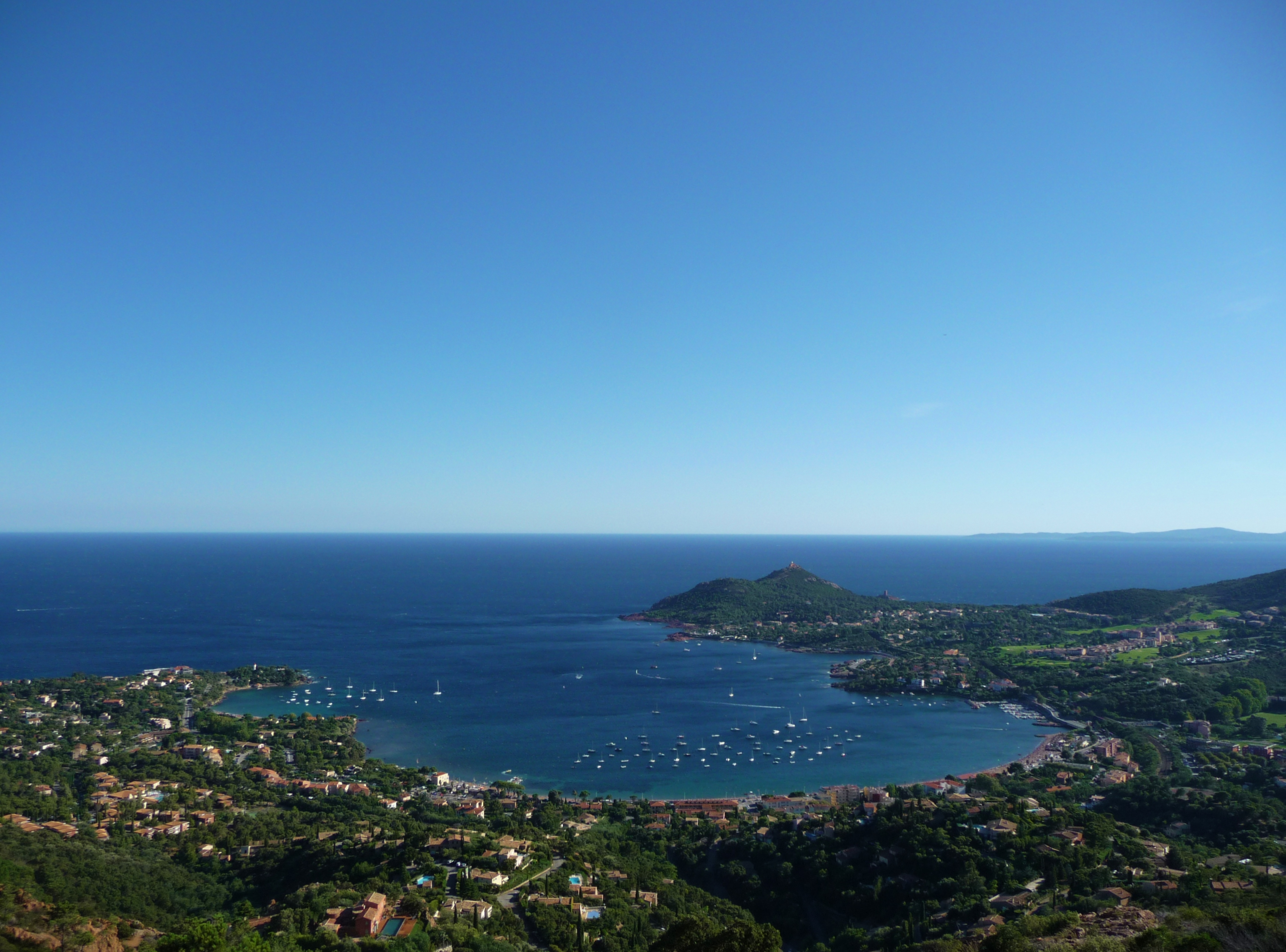
La rade d'Agay vue depuis le sommet du Rastel.

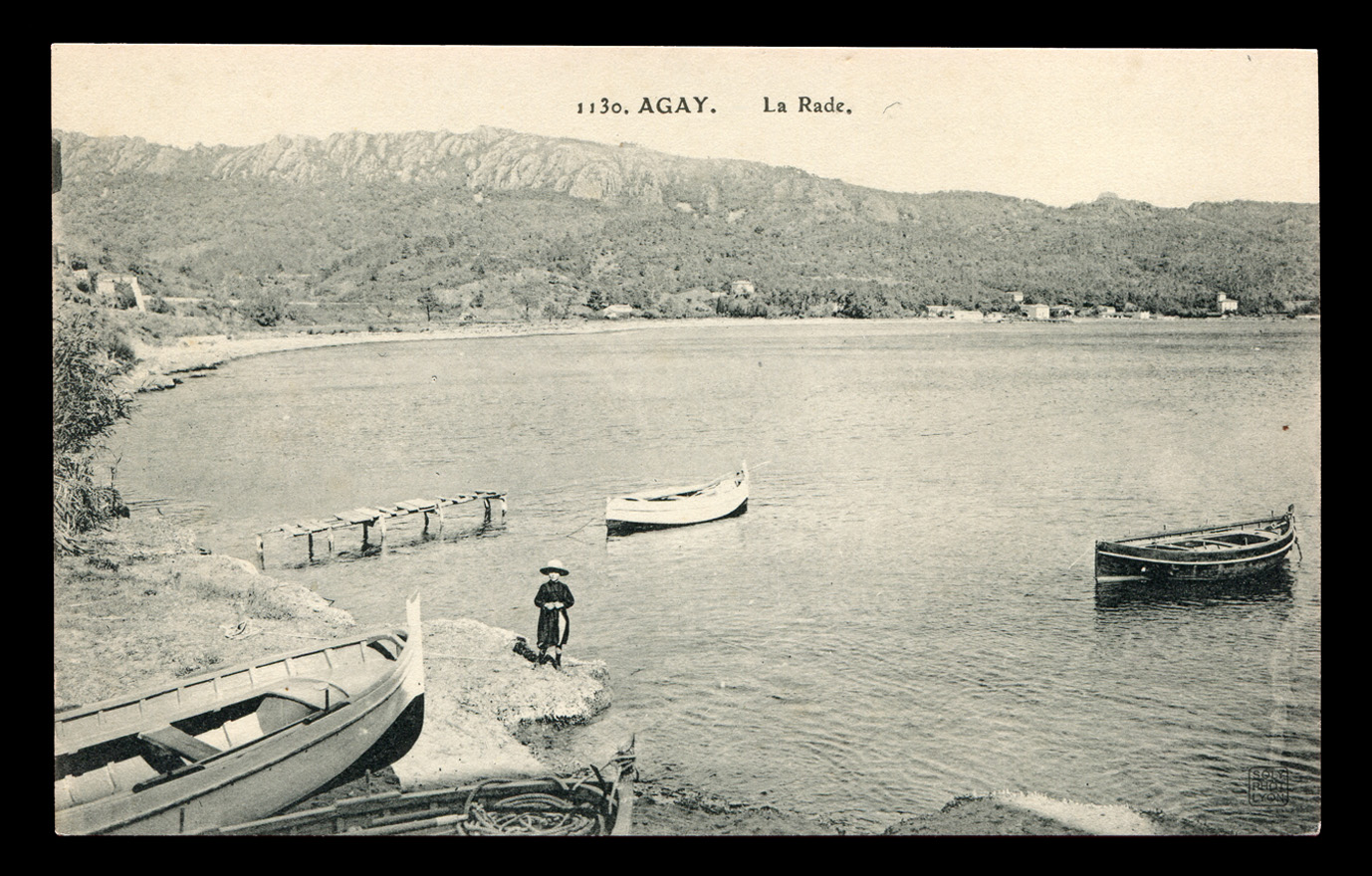
Le Rastel vers 1900.
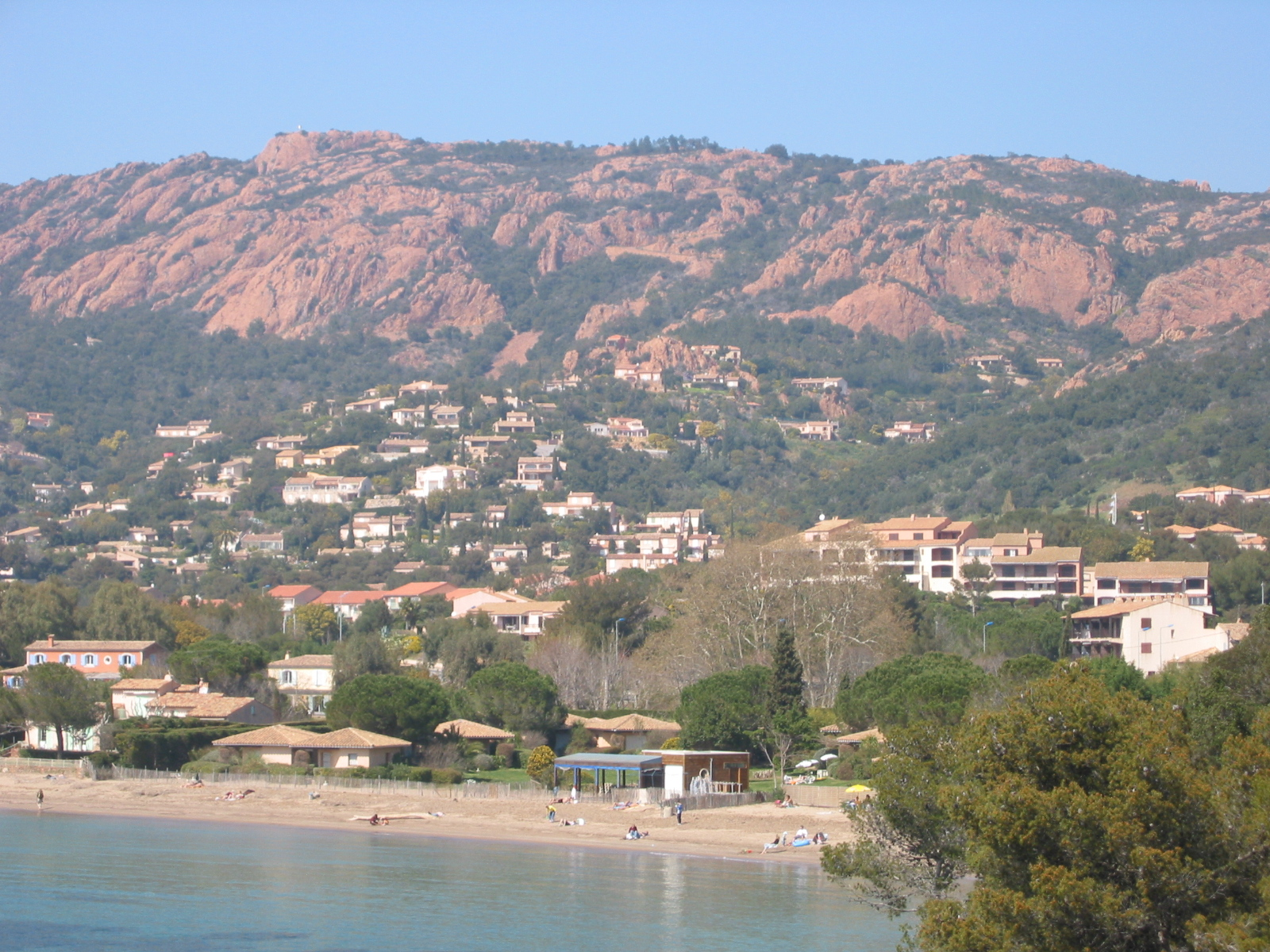
Le Rastel en 2006.